# 特姆诺斯的赫尔马戈拉斯
特姆诺斯的赫尔马戈拉斯（英語：Hermagoras of Temnos），约活动于公元前1世纪前后。古希腊希腊化时代最有影响力的修辞学家之一，他编著有相关的修辞手册，曾于古罗马发挥了广泛的影响力，现已失传。